# Rhopalodina
Rhopalodina is een geslacht van zeekomkommers, en het typegeslacht van de familie Rhopalodinidae.

## Soorten
- Rhopalodina cabrinovici Thandar & Arumugam, 2011
- Rhopalodina celsa Cherbonnier, 1988
- Rhopalodina compacta Cherbonnier, 1964
- Rhopalodina gracilis Panning, 1934
- Rhopalodina intermedia Panning, 1934
- Rhopalodina intesti Cherbonnier, 1988
- Rhopalodina lageniformis Gray, 1853
- Rhopalodina pachyderma (Panning, 1932)
- Rhopalodina panningi Heding, 1937
- Rhopalodina parvalamina Cherbonnier, 1965
- Rhopalodina proceracolla Cherbonnier, 1965
- Rhopalodina turrisalta Cherbonnier, 1988
- Rhopalodina turrisdensa Cherbonnier, 1988